# Tașkî, Slavuta
Tașkî (în ucraineană Ташки) este un sat în comuna Țvitoha din raionul Slavuta, regiunea Hmelnîțkîi, Ucraina.

## Demografie
Componența lingvistică a localității Tașkî
     Ucraineană (93,51%)
     Rusă (6,06%)
     Alte limbi (0,43%)
Conform recensământului din 2001, majoritatea populației localității Tașkî era vorbitoare de ucraineană (93,51%), existând în minoritate și vorbitori de rusă (6,06%).